# Sport-Verein Werder von 1899 2021-2022
Questa voce raccoglie le informazioni riguardanti lo Sport-Verein Werder von 1899 nelle competizioni ufficiali della stagione 2021-2022.

## Stagione
Nella stagione 2021-2022 il Werder Brema, allenato da Markus Anfang, Danijel Zenković e Ole Werner, concluse il campionato di 2. Bundesliga al 2º posto e fu promosso in Bundesliga. In Coppa di Germania il Werder Brema fu eliminato al primo turno dall'Osnabrück.

## Rosa
| N. |                           | Ruolo | Calciatore           |
| -- | ------------------------- | ----- | -------------------- |
| 1  | Rep. Ceca (bandiera)      | P     | Jiří Pavlenka        |
| 3  | Germania (bandiera)       | D     | Anthony Jung         |
| 7  | Germania (bandiera)       | A     | Marvin Ducksch       |
| 8  | Germania (bandiera)       | D     | Mitchell Weiser      |
| 10 | Germania (bandiera)       | C     | Leonardo Bittencourt |
| 11 | Germania (bandiera)       | A     | Niclas Füllkrug      |
| 13 | Serbia (bandiera)         | D     | Miloš Veljković      |
| 15 | Costa d'Avorio (bandiera) | A     | Roger Assalé         |
| 16 | Germania (bandiera)       | A     | Oscar Schönfelder    |
| 17 | Germania (bandiera)       | A     | Abed Nankishi        |
| 20 | Austria (bandiera)        | C     | Romano Schmid        |
| 21 | Turchia (bandiera)        | D     | Ömer Toprak          |
| 21 | Germania (bandiera)       | A     | Eren Dinkçi          |
| 22 | Germania (bandiera)       | C     | Niklas Schmidt       |
| 23 | Germania (bandiera)       | C     | Nicolai Rapp         |

| N. |                          | Ruolo | Calciatore       |
| -- | ------------------------ | ----- | ---------------- |
| 25 | Corea del Sud (bandiera) | D     | Park Kyu-hyun    |
| 26 | Germania (bandiera)      | D     | Lukas Mai        |
| 27 | Germania (bandiera)      | D     | Felix Agu        |
| 28 | Bulgaria (bandiera)      | C     | Ilija Gruev      |
| 29 | Germania (bandiera)      | A     | Nick Woltemade   |
| 30 | Germania (bandiera)      | P     | Michael Zetterer |
| 31 | Italia (bandiera)        | C     | Simon Straudi    |
| 32 | Austria (bandiera)       | D     | Marco Friedl     |
| 34 | Germania (bandiera)      | C     | Jean-Manuel Mbom |
| 36 | Germania (bandiera)      | C     | Christian Groß   |
| 37 | Germania (bandiera)      | P     | Mio Backhaus     |
| 37 | Germania (bandiera)      | D     | Thore Jacobsen   |
| 39 | Italia (bandiera)        | D     | Fabio Chiarodia  |
| 40 | Germania (bandiera)      | P     | Luca Plogmann    |
| 42 | Germania (bandiera)      | A     | Dejan Galjen     |

## Organigramma societario
Area tecnica
- Allenatore: Ole Werner
- Allenatore in seconda: Tom Cichon, Hannes Drews, Patrick Kohlmann
- Preparatore dei portieri: Christian Vander
- Preparatori atletici: Henrik Frach, Günther Stoxreiter, Marcel Abanoz

## Calciomercato

### Sessione estiva
| Acquisti | Acquisti           | Acquisti         | Acquisti |
| R.       | Nome               | da               | Modalità |
| -------- | ------------------ | ---------------- | -------- |
| D        | Mitchell Weiser    | Bayer Leverkusen |          |
| A        | Roger Assalé       | Digione          |          |
| A        | Marvin Ducksch     | Hannover 96      |          |
| A        | Kebba Badjie       | Werder Brema II  |          |
| A        | Johannes Eggestein | LASK             |          |
| D        | Thore Jacobsen     | Magdeburgo       |          |
| D        | Anthony Jung       | Brøndby          |          |
| P        | Stefanos Kapino    | Sandhausen       |          |
| D        | Lukas Mai          | Darmstadt        |          |
| D        | Park Kyu-hyun      | Werder Brema II  |          |
| C        | Nicolai Rapp       | Darmstadt        |          |
| C        | Niklas Schmidt     | Osnabrück        |          |

| Cessioni | Cessioni               | Cessioni          | Cessioni |
| R.       | Nome                   | a                 | Modalità |
| -------- | ---------------------- | ----------------- | -------- |
| C        | Kevin Möhwald          | Union Berlino     |          |
| C        | Maximilian Eggestein   | Friburgo          |          |
| P        | Dudu                   | Nordsjælland      |          |
| D        | Ludwig Augustinsson    | Siviglia          |          |
| P        | Stefanos Kapino        | Arminia Bielefeld |          |
| A        | Josh Sargent           | Norwich City      |          |
| A        | Yūya Ōsako             | Vissel Kōbe       |          |
| A        | Kebba Badjie           | Hallescher        |          |
| A        | Johannes Eggestein     | Anversa           |          |
| C        | Patrick Erras          | Holstein Kiel     |          |
| D        | Theodor Gebre Selassie | Slovan Liberec    |          |
| D        | Niklas Moisander       | Malmö FF          |          |
| A        | Milot Rashica          | Norwich City      |          |
| D        | Julian Rieckmann       | Magdeburgo        |          |
| A        | Davie Selke            | Hertha Berlino    |          |

### Sessione invernale
| Acquisti | Acquisti | Acquisti | Acquisti |
| R.       | Nome     | da       | Modalità |
| -------- | -------- | -------- | -------- |

| Cessioni | Cessioni       | Cessioni    | Cessioni |
| R.       | Nome           | a           | Modalità |
| -------- | -------------- | ----------- | -------- |
| D        | Dominik Becker | Saarbrücken |          |

## Risultati

### 2. Bundesliga

#### Girone di andata
| Arbitro: | Kampka |

|                    |           |             |
| Falette 49’ (aut.) | Marcatori | 55’ Ducksch |

| Arbitro: | Schlager |

|                        |           |                                       |
| Hennings 47’ Narey 90’ | Marcatori | 39’, 64’ Sargent 90’ (rig.) Eggestein |

| Arbitro: | Petersen |

|             |           |                                            |
| Schmidt 52’ | Marcatori | 9’, 17’ Platte 36’ Michel 55’ Schallenberg |

| Karlsruhe 21 agosto 2021, ore 13:30 CEST 4ª giornata | Karlsruhe | 0 – 0 referto | Werder Brema | BBBank Wildpark (10 000 spett.)\| Arbitro: \| Dankert \| |
| Arbitro:                                             | Dankert   |               |              |                                                          |

| Arbitro: | Siebert |

|                                  |           |  |
| Ducksch 39’ (rig.), 53’ Rapp 90’ | Marcatori |  |

| Arbitro: | Welz |

|  |           |                                              |
|  | Marcatori | 24’ (aut.) Antonitsch 42’ Weiser 48’ Ducksch |

| Arbitro: | Stegemann |

|  |           |                      |
|  | Marcatori | 2’ Glatzel 45’ Heyer |

| Arbitro: | Hartmann |

|                                |           |  |
| Daferner 40’, 66’ Schröter 75’ | Marcatori |  |

| Arbitro: | Petersen |

|                                            |           |  |
| Friedl 50’ Ducksch 52’ Thomalla 64’ (aut.) | Marcatori |  |

| Arbitro: | Lechner |

|                               |           |  |
| Holland 45’ Pfeiffer 65’, 71’ | Marcatori |  |

| Arbitro: | Ittrich |

|                          |           |                       |
| Testroet 29’ (rig.), 84’ | Marcatori | 12’ Rapp 90’ Füllkrug |

| Arbitro: | Zwayer |

|             |           |            |
| Ducksch 62’ | Marcatori | 67’ Becker |

| Arbitro: | Welz |

|             |           |                              |
| Dovedan 20’ | Marcatori | 80’ Füllkrug 88’ Bittencourt |

| Arbitro: | Stieler |

|                     |           |             |
| Füllkrug 90’ (rig.) | Marcatori | 82’ Terodde |

| Arbitro: | Osmers |

|                      |           |              |
| Mees 45’ Pichler 65’ | Marcatori | 57’ Füllkrug |

| Arbitro: | Dankert |

|                                                  |           |  |
| Schmid 7’ Veljković 19’ Ducksch 53’ Füllkrug 57’ | Marcatori |  |

| Arbitro: | Kampka |

|                         |           |                                        |
| Breitkreuz 5’ Singh 90’ | Marcatori | 39’ Bittencourt 59’ Friedl 89’ Ducksch |

#### Girone di ritorno
| Arbitro: | Petersen |

|          |           |                                            |
| Kerk 34’ | Marcatori | 22’ Schmid 51’ Ducksch 72’ Jung 84’ Friedl |

| Arbitro: | Reichel |

|                               |           |  |
| Füllkrug 66’, 87’ Ducksch 80’ | Marcatori |  |

| Arbitro: | Welz |

|                                    |           |                                                |
| Muslija 15’ (rig.), 38’ Platte 57’ | Marcatori | 35’ Ducksch 59’ Schmid 66’ Füllkrug 86’ Toprak |

| Arbitro: | Willenborg |

|                      |           |             |
| Ducksch 51’ Jung 76’ | Marcatori | 59’ Hofmann |

| Arbitro: | Burda |

|             |           |                          |
| Meißner 83’ | Marcatori | 54’ Ducksch 74’ Füllkrug |

| Arbitro: | Kampka |

|              |           |             |
| Füllkrug 74’ | Marcatori | 85’ Bilbija |

| Arbitro: | Siebert |

|                         |           |                                             |
| Meffert 46’ Glatzel 80’ | Marcatori | 10’ (rig.), 76’ Ducksch 51’ (rig.) Füllkrug |

| Arbitro: | Thomsen |

|                   |           |                  |
| Füllkrug 16’, 45’ | Marcatori | 2’ Königsdörffer |

| Arbitro: | Cortus |

|                             |           |             |
| Kühlwetter 38’ Schimmer 63’ | Marcatori | 89’ Ducksch |

| Arbitro: | Schröder |

|              |           |  |
| Füllkrug 52’ | Marcatori |  |

| Arbitro: | Petersen |

|             |           |              |
| Ducksch 73’ | Marcatori | 64’ Testroet |

| Arbitro: | Badstübner |

|            |           |              |
| Kyereh 43’ | Marcatori | 58’ Füllkrug |

| Arbitro: | Dingert |

|            |           |                    |
| Weiser 65’ | Marcatori | 24’ (rig.) Dovedan |

| Arbitro: | Aytekin |

|             |           |                                        |
| Terodde 88’ | Marcatori | 9’ Gruev 26’ Füllkrug 51’, 53’ Ducksch |

| Arbitro: | Willenborg |

|                                |           |                                              |
| Füllkrug 2’ Ducksch 23’ (rig.) | Marcatori | 45’ (aut.) Füllkrug 71’ (aut.) Jung 85’ Korb |

| Arbitro: | Brand |

|  |           |                                     |
|  | Marcatori | 49’ Friedl 90’ Füllkrug 90’ Schmidt |

| Arbitro: | Zwayer |

|                          |           |  |
| Füllkrug 10’ Ducksch 51’ | Marcatori |  |

### Coppa di Germania
| Arbitro: | Ittrich |

|                      |           |  |
| Trapp 44’ Köhler 90’ | Marcatori |  |

## Statistiche

### Statistiche di squadra
| Competizione      | Punti | In casa | In casa | In casa | In casa | In casa | In casa | In trasferta | In trasferta | In trasferta | In trasferta | In trasferta | In trasferta | Totale | Totale | Totale | Totale | Totale | Totale | DR  |
| Competizione      | Punti | G       | V       | N       | P       | Gf      | Gs      | G            | V            | N            | P            | Gf           | Gs           | G      | V      | N      | P      | Gf     | Gs     | DR  |
| ----------------- | ----- | ------- | ------- | ------- | ------- | ------- | ------- | ------------ | ------------ | ------------ | ------------ | ------------ | ------------ | ------ | ------ | ------ | ------ | ------ | ------ | --- |
| 2. Bundesliga     | 63    | 17      | 8       | 6       | 3       | 29      | 17      | 17           | 10           | 3            | 4            | 36           | 26           | 34     | 18     | 9      | 7      | 65     | 43     | +22 |
| Coppa di Germania | -     | 0       | 0       | 0       | 0       | 0       | 0       | 1            | 0            | 0            | 1            | 0            | 2            | 1      | 0      | 0      | 1      | 0      | 2      | -2  |
| Totale            | 63    | 17      | 8       | 6       | 3       | 29      | 17      | 18           | 10           | 3            | 5            | 36           | 28           | 35     | 18     | 9      | 8      | 65     | 45     | +20 |

### Andamento in campionato
| Giornata  | 1 | 2 | 3  | 4 | 5 | 6 | 7 | 8  | 9 | 10 | 11 | 12 | 13 | 14 | 15 | 16 | 17 | 18 | 19 | 20 | 21 | 22 | 23 | 24 | 25 | 26 | 27 | 28 | 29 | 30 | 31 | 32 | 33 | 34 |
| --------- | - | - | -- | - | - | - | - | -- | - | -- | -- | -- | -- | -- | -- | -- | -- | -- | -- | -- | -- | -- | -- | -- | -- | -- | -- | -- | -- | -- | -- | -- | -- | -- |
| Luogo     | C | T | C  | T | C | T | C | T  | C | T  | T  | C  | T  | C  | T  | C  | T  | T  | C  | T  | C  | T  | C  | T  | C  | T  | C  | C  | T  | C  | T  | C  | T  | C  |
| Risultato | N | V | P  | N | V | V | P | P  | V | P  | N  | N  | V  | N  | P  | V  | V  | V  | V  | V  | V  | V  | N  | V  | V  | P  | V  | N  | N  | N  | V  | P  | V  | V  |
| Posizione | 7 | 6 | 11 | 9 | 7 | 3 | 8 | 10 | 8 | 10 | 10 | 10 | 8  | 9  | 10 | 9  | 9  | 7  | 4  | 3  | 3  | 2  | 1  | 1  | 1  | 3  | 2  | 1  | 2  | 2  | 1  | 3  | 2  | 2  |

Legenda:

Luogo: C = Casa; T = Trasferta. Risultato: V = Vittoria; N = Pareggio; P = Sconfitta.

### Statistiche dei giocatori
| Giocatore      | 2. Bundesliga | 2. Bundesliga | 2. Bundesliga | 2. Bundesliga | Coppa di Germania | Coppa di Germania | Coppa di Germania | Coppa di Germania | Totale   | Totale | Totale      | Totale     |
| Giocatore      | Presenze      | Reti          | Ammonizioni   | Espulsioni    | Presenze          | Reti              | Ammonizioni       | Espulsioni        | Presenze | Reti   | Ammonizioni | Espulsioni |
| -------------- | ------------- | ------------- | ------------- | ------------- | ----------------- | ----------------- | ----------------- | ----------------- | -------- | ------ | ----------- | ---------- |
| F. Agu         | 26            | 0             | 0             | 0             | 1                 | 0                 | 0                 | 0                 | 27       | 0      | 0           | 0          |
| R. Assalé      | 6             | 0             | 1             | 0             | 0                 | 0                 | 0                 | 0                 | 6        | 0      | 1           | 0          |
| M. Backhaus    | 0             | 0             | 0             | 0             | 0                 | 0                 | 0                 | 0                 | 0        | 0      | 0           | 0          |
| K. Badjie      | 0             | 0             | 0             | 0             | 0                 | 0                 | 0                 | 0                 | 0        | 0      | 0           | 0          |
| D. Becker      | 0             | 0             | 0             | 0             | 0                 | 0                 | 0                 | 0                 | 0        | 0      | 0           | 0          |
| L. Bittencourt | 22            | 2             | 8             | 0             | 0                 | 0                 | 0                 | 0                 | 22       | 2      | 8           | 0          |
| F. Chiarodia   | 1             | 0             | 0             | 0             | 0                 | 0                 | 0                 | 0                 | 1        | 0      | 0           | 0          |
| E. Dinkçi      | 21            | 0             | 1             | 0             | 1                 | 0                 | 0                 | 0                 | 22       | 0      | 1           | 0          |
| M. Ducksch     | 29            | 20            | 2             | 0             | 0                 | 0                 | 0                 | 0                 | 29       | 20     | 2           | 0          |
| D. Dudu        | 0             | 0             | 0             | 0             | 0                 | 0                 | 0                 | 0                 | 0        | 0      | 0           | 0          |
| J. Eggestein   | 1             | 0             | 0             | 0             | 0                 | 0                 | 0                 | 0                 | 1        | 0      | 0           | 0          |
| M. Eggestein   | 3             | 1             | 1             | 0             | 1                 | 0                 | 0                 | 0                 | 4        | 1      | 1           | 0          |
| M. Friedl      | 27            | 4             | 9             | 0             | 1                 | 0                 | 1                 | 0                 | 28       | 4      | 10          | 0          |
| N. Füllkrug    | 33            | 19            | 2             | 0             | 1                 | 0                 | 0                 | 0                 | 34       | 19     | 2           | 0          |
| D. Galjen      | 1             | 0             | 0             | 0             | 0                 | 0                 | 0                 | 0                 | 1        | 0      | 0           | 0          |
| C. Groß        | 27            | 0             | 5             | 1             | 0                 | 0                 | 0                 | 0                 | 27       | 0      | 5           | 1          |
| I. Gruev       | 26            | 1             | 4             | 0             | 0                 | 0                 | 0                 | 0                 | 26       | 1      | 4           | 0          |
| T. Jacobsen    | 0             | 0             | 0             | 0             | 0                 | 0                 | 0                 | 0                 | 0        | 0      | 0           | 0          |
| A. Jung        | 30            | 2             | 6             | 0             | 0                 | 0                 | 0                 | 0                 | 30       | 2      | 6           | 0          |
| L. Mai         | 16            | 0             | 1             | 0             | 1                 | 0                 | 0                 | 0                 | 17       | 0      | 1           | 0          |
| J. Mbom        | 19            | 0             | 1             | 0             | 1                 | 0                 | 0                 | 0                 | 20       | 0      | 1           | 0          |
| K. Möhwald     | 1             | 0             | 0             | 0             | 0                 | 0                 | 0                 | 0                 | 1        | 0      | 0           | 0          |
| A. Nankishi    | 6             | 0             | 0             | 0             | 1                 | 0                 | 0                 | 0                 | 7        | 0      | 0           | 0          |
| K. Park        | 0             | 0             | 0             | 0             | 0                 | 0                 | 0                 | 0                 | 0        | 0      | 0           | 0          |
| J. Pavlenka    | 23            | 0             | 0             | 0             | 0                 | 0                 | 0                 | 0                 | 23       | 0      | 0           | 0          |
| L. Plogmann    | 0             | 0             | 0             | 0             | 0                 | 0                 | 0                 | 0                 | 0        | 0      | 0           | 0          |
| N. Rapp        | 28            | 2             | 7             | 0             | 1                 | 0                 | 0                 | 0                 | 29       | 2      | 7           | 0          |
| J. Sargent     | 2             | 2             | 0             | 0             | 0                 | 0                 | 0                 | 0                 | 2        | 2      | 0           | 0          |
| R. Schmid      | 33            | 3             | 8             | 0             | 1                 | 0                 | 0                 | 0                 | 34       | 3      | 8           | 0          |
| N. Schmidt     | 25            | 2             | 1             | 0             | 1                 | 0                 | 1                 | 0                 | 26       | 2      | 2           | 0          |
| O. Schönfelder | 10            | 0             | 1             | 0             | 1                 | 0                 | 0                 | 0                 | 11       | 0      | 1           | 0          |
| S. Straudi     | 0             | 0             | 0             | 0             | 0                 | 0                 | 0                 | 0                 | 0        | 0      | 0           | 0          |
| Ö. Toprak      | 21            | 1             | 2             | 0             | 1                 | 0                 | 1                 | 0                 | 22       | 1      | 3           | 0          |
| M. Veljković   | 26            | 1             | 4             | 0             | 0                 | 0                 | 0                 | 0                 | 26       | 1      | 4           | 0          |
| M. Weiser      | 24            | 2             | 1             | 0             | 0                 | 0                 | 0                 | 0                 | 24       | 2      | 1           | 0          |
| N. Woltemade   | 7             | 0             | 0             | 0             | 0                 | 0                 | 0                 | 0                 | 7        | 0      | 0           | 0          |
| M. Zetterer    | 11            | 0             | 1             | 0             | 1                 | 0                 | 1                 | 0                 | 12       | 0      | 2           | 0          |
| Y. Ōsako       | 2             | 0             | 0             | 0             | 0                 | 0                 | 0                 | 0                 | 2        | 0      | 0           | 0          |